# Anna Seghers
Anna Seghers   (Magúncia, 19 de novembre de 1900 - Berlín Est, 1 de juny de 1983) va ser una escriptora alemanya que destacà en el relat de la resistència antifeixista durant la Segona Guerra Mundial. De nom real Netty Radványa, el seu pseudònim estaria basat en el nom del pintor Hercules Segers.
Emmarcada en el realisme socialista, que contribuí a definir programàticament, la seva obra influí notablement en el Partit Comunista d'Alemanya, en què milità durant anys, i en tots els intel·lectuals de la seva època.

## Biografia
El seu pare fou Isidor Reiling, un antiquari i comerciant d'art, i la seva mare, Hedwig Fuld, pertanyia a una família de Frankfurt molt rica que també es dedicava a l'art i a les antiguitats, tots dos de religió jueva.
De 1920 a 1924 va assistir a la Universitat de Heidelberg. Va dedicar-se a moltes matèries, incloses la llengua i la cultura xineses, la literatura alemanya, francesa i russa, la sociologia i la història, obtenint finalment un doctorat en història de l'art.
Al 1928 es va afiliar al KPD (Kommunistische Partei Deutschlands, o Partit Comunista d'Alemanya), i s'enfrontà al nazisme. El 1930 va anar per primer cop a la Unió Soviètica. Arrestada temporalmente per la Gestapo, els seus llibres van ser prohibits. Després va escapar a Suïssa, i a París, on va viure els anys més productius. El juliol de 1937 va participar com a delegada del seu país en el II Congrés Internacional d'Escriptors Antifeixistes per a la Defensa de la Cultura, celebrat a València. Entre 1934 i 1947 va viure a l'exili a França i posteriorment a Mèxic. El 1947 tornà a Berlín, com a membre del Partit Socialista Unificat d'Alemanya i realitzà un viatge a la República Popular de la Xina. El 1955 es va instal·lar de nou a Berlín-Adlershof, al carrer que actualment porta el seu nom, Anna-Seghers-Straße, i hi visqué fins a la seva mort. El 1961 viatjà al Brasil. Des de 1952 fins al 1978 va ser presidenta de la Federació d'Escriptors de la República Democràtica Alemanya.
La seva obra magna és possiblement Das siebte Kreuz (‘La setena creu’, 1942), una de les poques descripcions dels camps de concentració nazis publicades durant la Segona Guerra Mundial. Aquesta va ser adaptada al cinema el 1944 (The Seventh Cross) i protagonitzada per Spencer Tracy. També és molt reconeguda la seva novel·la Transit ('Trànsit'), de 1944.
Va escriure també Die Entscheidung (‘La decisió’, 1959) i Das Vertrauen (‘La confiança’, 1968). Entre els seus assajos es troben Briefe an Leser (‘Cartes al lector’, 1970), Über Kunstwerk und Wirklichkeit (‘Sobre l'obra d'art i la realitat’, 1970-71) i Woher sie kommen, wohin sie gehen (‘D'on venen, cap a on van', 1980).

## Reconeixements
El 1928 va obtenir el Premi Kleist, per la seva primera obra, Aufstand der Fischer von St. Barbara (La insurrecció dels pescadors de Santa Bàrbara). L'any 1947 se li atorgà el premi Georg Büchner. El 1951 guanyà el Premi Nacional de la República Democràtica Alemanya i el Premi Lenin de la Pau. El 1975 se la va nomenar Ciutadana d'Honor de Berlín-Est. El 1981 li fou atorgada la Ciutadania d'Honor de la seva ciutat natal, Magúncia.
En la casa on va viure, a Berlín, hi ha actualment un museu sobre la seva vida i obra.

## Premi Anna Seghers
El premi que porta el seu nom s'atorga a Alemanya d'acord amb el testament d'aquesta escriptora, que va estipular que els diners obtinguts per les seves obres havien de servir per incentivar autors joves. Es concedeix anualment a un escriptor o escriptora alemany i a un altre de llatinoamericà que s'hagin distingit per contribuir amb els recursos de la literatura a una societat humana més justa, en la qual el focus sigui la tolerància mútua i l'ajuda de les persones de totes les cultures. Des de 1986 a 1994 el lliurava l'Acadèmia de les Arts de Berlín i posteriorment se'n feu càrrec la Fundació Anna Seghers, creada el 1995.

## Obra editada en català
- Trànsit, Ed. La Magrana[8]
- La Insurrecció dels pescadors de Santa Bàrbara, Ed. Tigre de Paper, Col. Lletrafelina[9]